# Priscilla Hon
Priscilla Hon (Brisbane, 10 maggio 1998) è una tennista australiana.
In carriera si è aggiudicata 13 titoli in singolare e 13 titoli in doppio nel circuito ITF. In singolare ha raggiunto la 118ª posizione il 14 ottobre 2019, mentre in doppio la 91ª il 2 aprile 2018. Nei tornei del Grande Slam, vanta un secondo turno all'Open di Francia 2019 e agli Australian Open 2020 in singolare e un secondo turno anche in doppio agli Australian Open 2022.

## Carriera

### Juniores
Nel circuito minore raggiunge la tredicesima posizione del ranking, in seguito alla semifinale di doppio a Wimbledon disputata nel 2014.

### 2015-2018

#### 2015: primo main draw in un Grand Slam
Disputa per la prima volta un Grande Slam, ovvero l'Australian Open. Tuttavia, viene sconfitta insieme alla compagnna Kimberly Birrell dalla coppia americana Raquel Kops-Jones/Abigail Spears per 3-6 5-7. Ottiene una wildcard anche per il singolare, dove viene eliminata nel primo turno di qualificazioni. Vince il suo primo titolo ITF a Mornington e, successivamente, a Brisbane; mentre in doppio si aggiudica il titolo a Melbourne, Pula e Lipsia.

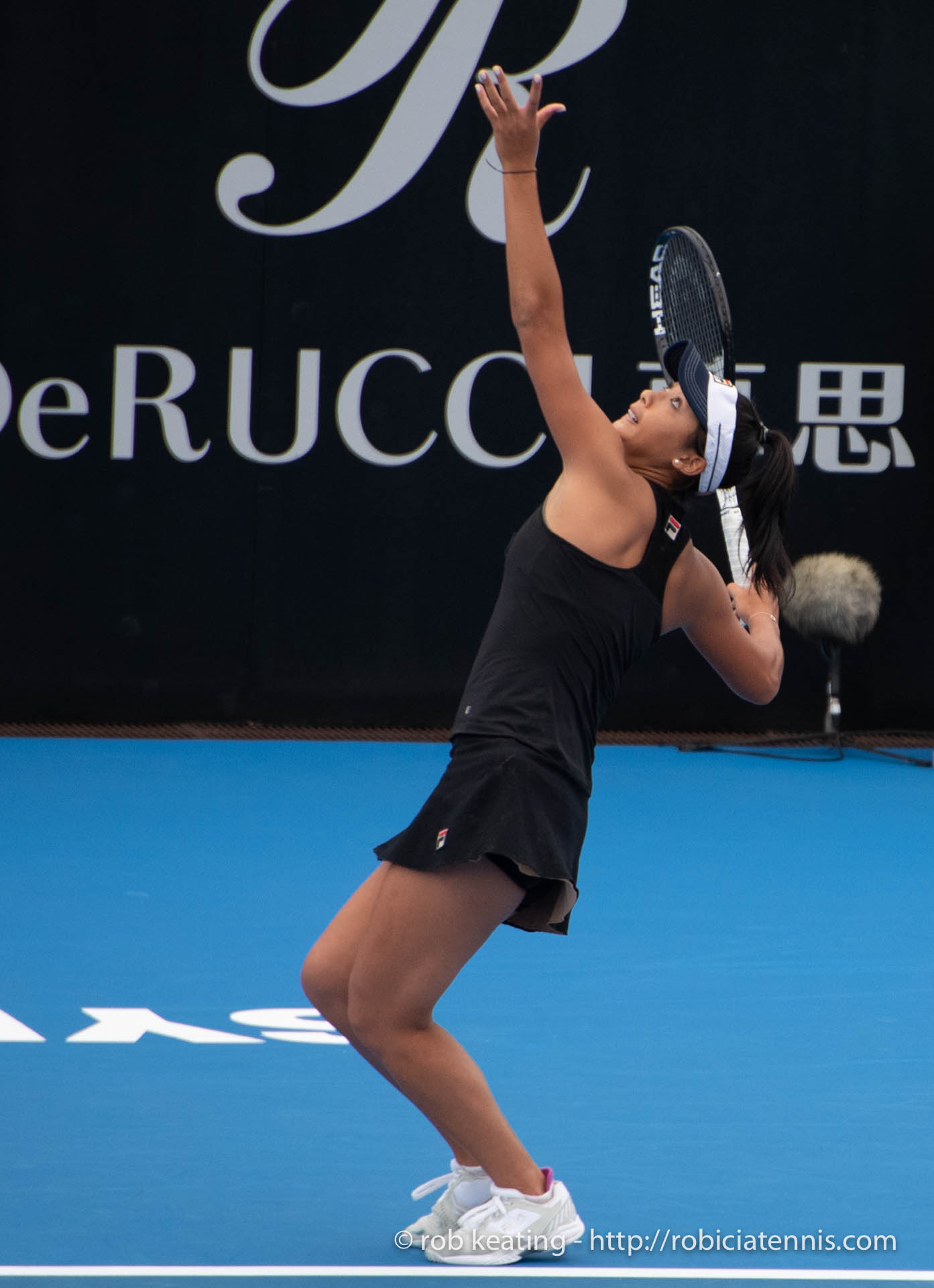
Priscilla Hon nel 2019

#### 2016
Ottiene una wildcard per il torneo di Brisbane, dove viene sconfitta da Samantha Crawford. Le viene concessa una wildcard nuovamente per l'Australian Open, con scarso successo. Vince il suo primo titolo ITF fuori dai confini australiani a maggio, quando vince il torneo di Santa Margherita Di Pula in Italia. 

#### 2017: prima vittoria WTA
Raggiunge la semifinale nel Challenger di Gatineau. Vince il suo primo match a livello WTA nel torneo coreano contro Karolína Muchová. Successivamente, estromette anche Arantxa Rus, ma viene sconfitta da Richèl Hogenkamp.

#### 2018
Viene sconfitta nelle qualificazioni per l'Australian Open, Roland Garros e Wimbledon.

### 2019: secondo turno al Roland Garros
Grazie ad una wildcard prende parte al torneo di Brisbane, venendo sconfitta da Harriet Dart. Si impone, invece, nel torneo di Sydney su Tatjana Maria, prima di perdere contro Aljaksandra Sasnovič. Successivamente, all'Australian Open viene sconfitta nel primo turno del main draw da Astra Sharma per 5-7 6-4 1-6. Nel torneo WTA 125s tailandese, viene estromessa da Magda Linette per 6-1 2-6 6-2. Non supera le qualificazioni per il torneo ungherese. Viene eliminata nel primo turno da Nicole Gibbs nel Challenger degli Indian Wells, mentre agli Indian Wells viene sconfitta nettamente all'esordio da Natal'ja Vichljanceva. Non supera le qualificazioni a Praga. A Parigi, per la prima volta in carriera, arriva al secondo turno in un Grand Salm imponendosi in rimonta su Tímea Babos (3-6 6-2 6-1).

## Statistiche WTA

### Doppio

#### Sconfitte (1)
| Legenda              |
| -------------------- |
| Grande Slam (0)      |
| Argenti Olimpici (0) |
| WTA Finals (0)       |
| WTA Elite Trophy (0) |
| Dal 2021             |
| WTA 1000 (0)         |
| WTA 500 (1)          |
| WTA 250 (0)          |

| N. | Data           | Torneo                           | Superficie | Compagna        | Avversarie in finale         | Punteggio   |
| 1. | 4 gennaio 2025 | Brisbane International, Brisbane | Cemento    | Anna Kalinskaja | Mirra Andreeva Diana Šnajder | 6(6)-7, 5-7 |

## Statistiche ITF

### Singolare

#### Vittorie (13)
| Torneo $100.000 (0) |
| Torneo $80.000 (0)  |
| Torneo $75.000 (0)  |
| Torneo $60.000 (5)  |
| Torneo $50.000 (0)  |
| Torneo $40.000 (1)  |
| Torneo $25.000 (5)  |
| Torneo $15.000 (1)  |
| Torneo $10.000 (1)  |

| N.  | Data              | Torneo                                       | Superficie  | Avversaria in finale | Punteggio        |
| 1.  | 29 marzo 2015     | Mornington Tennis International, Mornington  | Terra rossa | Sandra Zaniewska     | 5-7, 6-3, 7-6(4) |
| 2.  | 25 ottobre 2015   | Brisbane Tennis International, Brisbane      | Cemento     | Kimberly Birrell     | 6-4, 6-3         |
| 3.  | 8 maggio 2016     | Forte Village International Tournament, Pula | Terra rossa | Jessica Crivelletto  | 6-2, 6-2         |
| 4.  | 28 ottobre 2018   | William Loud Bendigo International, Bendigo  | Cemento     | Ellen Perez          | 6-4, 4-6, 7-5    |
| 5.  | 29 maggio 2022    | Netanya Open, Netanya                        | Cemento     | Yanina Wickmayer     | 6-1, 6-3         |
| 6.  | 30 luglio 2022    | Nottingham Tennis Centre, Nottingham         | Cemento     | Maia Lumsden         | 6-3, 3-6, 6-3    |
| 7.  | 9 ottobre 2022    | Cairns Tennis International, Cairns          | Cemento     | Kimberly Birrell     | 4-6, 7-6(6), 6-4 |
| 8.  | 19 marzo 2023     | Canberra Claycourt International, Canberra   | Terra rossa | Olivia Gadecki       | 4-6, 6-2, 6-4    |
| 9.  | 17 settembre 2023 | Perth Tennis International, Perth            | Cemento     | Talia Gibson         | 6-1, 3-6, 6-3    |
| 10. | 4 febbraio 2024   | Burnie International, Burnie                 | Cemento     | Sara Saito           | 6-3, 6-0         |
| 11. | 25 novembre 2024  | Caloundra Tennis International, Caloundra    | Cemento     | Himeno Sakatsume     | 6-4, 7-5         |
| 12. | 2 febbraio 2025   | Brisbane QTC Tennis International, Brisbane  | Cemento     | Leonie Küng          | 6-4, 4-6, 6-2    |
| 13. | 16 marzo 2025     | Intaro Elite Cup, Târgu Mureș                | Cemento (i) | Arianne Hartono      | 6-3, 6-4         |

#### Sconfitte (2)
| Torneo $100.000 (0) |
| Torneo $80.000 (0)  |
| Torneo $75.000 (0)  |
| Torneo $60.000 (0)  |
| Torneo $50.000 (0)  |
| Torneo $40.000 (0)  |
| Torneo $25.000 (2)  |
| Torneo $15.000 (0)  |
| Torneo $10.000 (0)  |

| N. | Data             | Torneo                                 | Superficie  | Avversaria in finale | Punteggio        |
| 1. | 31 marzo 2019    | ACT Clay Court International, Canberra | Terra rossa | Olivia Rogowska      | 6(6)–7, 3–6      |
| 2. | 13 febbraio 2022 | Canberra Pro Tour, Canberra            | Cemento     | Asia Muhammad        | 7-6(6), 3-6, 2-6 |

### Doppio

#### Vittorie (13)
| Torneo $100.000 (0) |
| Torneo $80.000 (0)  |
| Torneo $75.000 (0)  |
| Torneo $60.000 (5)  |
| Torneo $50.000 (0)  |
| Torneo $40.000 (0)  |
| Torneo $25.000 (4)  |
| Torneo $15.000 (3)  |
| Torneo $10.000 (1)  |

| N.  | Data             | Torneo                                                   | Superficie  | Compagna                | Avversarie in finale                  | Punteggio           |
| 1.  | 28 marzo 2015    | Mornington Tennis International, Mornington              | Terra rossa | Tammi Patterson         | Mana Ayukawa Ayaka Okuno              | 6-4, 7-6(4)         |
| 2.  | 3 aprile 2015    | Melbourne Tennis International, Melbourne                | Terra rossa | Tammi Patterson         | Agata Barańska Sandra Zaniewska       | 2-6, 6-4, [12-10]   |
| 3.  | 9 maggio 2015    | Forte Village International Tournament, Pula             | Terra rossa | Aliona Bolsova Zadoinov | Cristina Bucșa Eva Guerrero Álvarez   | 6-0, 6-3            |
| 4.  | 22 agosto 2015   | Leipzig Open, Lipsia                                     | Terra rossa | Jil Teichmann           | Pia König Conny Perrin                | 6-1, 6-4            |
| 5.  | 25 marzo 2017    | Mornington Tennis International, Mornington              | Terra rossa | Fanny Stollár           | Jessica Moore Varatchaya Wongteanchai | 6-1, 7-5            |
| 6.  | 3 giugno 2017    | Torneo Internazionale Femminile Città di Grado, Grado    | Terra rossa | Julia Glushko           | Tereza Mrdeža Conny Perrin            | 7-5, 6-2            |
| 7.  | 10 giugno 2017   | Internazionali Femminili di Tennis di Brescia, Brescia   | Terra rossa | Julia Glushko           | Montserrat González Ilona Kramen'     | 2-6, 7-6(4), [10-8] |
| 8.  | 25 giugno 2017   | Warsaw Sports Group Open, Varsavia                       | Terra rossa | Vera Lapko              | Katarzyna Kawa Katarzyna Piter        | 7-6(3), 6-4         |
| 9.  | 6 agosto 2017    | Fifth Third Bank Tennis Championships, Lexington         | Cemento     | Vera Lapko              | Hiroko Kuwata Valerija Savinych       | 6-3, 6-4            |
| 10. | 24 marzo 2018    | ACT Clay Court International, Canberra                   | Terra rossa | Dalila Jakupovič        | Makoto Ninomiya Miyu Katō             | 6-4, 4-6, [10-7]    |
| 11. | 8 aprile 2023    | Kashiwa Open, Kashiwa                                    | Cemento     | Arianne Hartono         | Saki Imamura Naho Sato                | 6-4, 3-6, [10-7]    |
| 12. | 28 ottobre 2023  | City of Playford Tennis International, Città di Playford | Cemento     | Talia Gibson            | Kaylah McPhee Astra Sharma            | 6-1, 6-2            |
| 13. | 25 novembre 2023 | Brisbane QTC Tennis International, Brisbane              | Cemento     | Talia Gibson            | Destanee Aiava Maddison Inglis        | 4-6, 7-5, [10-5]    |

#### Sconfitte (7)
| Torneo $100.000 (1) |
| Torneo $80.000 (0)  |
| Torneo $75.000 (0)  |
| Torneo $60.000 (4)  |
| Torneo $50.000 (0)  |
| Torneo $40.000 (0)  |
| Torneo $25.000 (0)  |
| Torneo $15.000 (2)  |
| Torneo $10.000 (0)  |

| N. | Data              | Torneo                                               | Superficie  | Compagna           | Avversarie in finale                      | Score               |
| 1. | 17 ottobre 2014   | Toowoomba Tennis International, Toowoomba            | Cemento     | Lizette Cabrera    | Jessica Moore Abbie Myers                 | 3–6, 3–6            |
| 2. | 28 settembre 2015 | Tweed Heads Tennis International, Tweed Heads        | Cemento     | Dalma Gálfi        | Kimberly Birrell Tammi Patterson          | 7-6(3), 3-6, [8-10] |
| 3. | 16 giugno 2017    | Trofeu Internacional Ciutat de Barcelona, Barcellona | Terra rossa | Julia Glushko      | Montserrat González Sílvia Soler Espinosa | 4–6, 3–6            |
| 4. | 19 giugno 2021    | Nottingham Trophy, Nottingham                        | Erba        | Storm Sanders      | Monica Niculescu Elena-Gabriela Ruse      | 5-7, 5-7            |
| 5. | 18 marzo 2023     | Canberra Claycourt International, Canberra           | Terra rossa | Dalila Jakupovič   | Elysia Bolton Alexandra Bozovic           | 6-4, 5-7, [11-13]   |
| 6. | 29 aprile 2023    | Istanbul Cup, Istanbul                               | Terra rossa | Valerija Strachova | Dalila Jakupovič Irina Chromačëva         | 6(3)-7, 4-6         |
| 7. | 22 febbraio 2025  | Winter Prague Open, Praga                            | Cemento (i) | Rebeka Masarova    | Jesika Malečková Miriam Škoch             | 0–6, 2–6            |

## Risultati in progressione
| V | F | SF | QF | #T | RR | Q# | A | Z# | PO | O | F-A | SF-B | ND |

(V) Torneo vinto; raggiunto (F) finale, (SF) semifinale, (QF) quarti di finale, (#T) turni 4, 3, 2, 1; (RR) round - robin; (Q#) Turno di qualificazione; (A) assente dal torneo; (Z#) Zona gruppo Coppa Davis/Fed Cup (con indicazione numero); (PO) play-off Coppa Davis o Fed Cup; vinto un (O) oro, (F-A) argento o (SF-B) bronzo ai Giochi Olimpici; (ND) torneo non disputato.

### Singolare
Aggiornato a fine US Open 2023
| Grande Slam                |     |     |     |     |     |     |     |     |     |     |     |       |     |     |
| Australian Open, Melbourne | Q1  | Q1  | Q1  | 1T  | A   | Q3  | 1T  | 2T  | A   | 1T  | Q2  | 0 / 4 | 1–4 |     |
| Roland Garros, Parigi      | A   | A   | A   | A   | A   | Q1  | 2T  | A   | Q1  | Q2  | Q1  | 0 / 1 | 1–1 |     |
| Wimbledon, Londra          | A   | A   | A   | A   | A   | Q2  | Q2  | ND  | Q3  | Q3  | Q2  | 0 / 0 | 0–0 |     |
| US Open, New York          | A   | A   | A   | A   | A   | Q1  | 1T  | A   | A   | Q2  | Q2  | 0 / 1 | 0–1 |     |
| Totale V–S                 | 0–0 | 0–0 | 0–0 | 0–1 | 0–0 | 0–0 | 1–3 | 1–1 | 0–0 | 0–1 | 0–0 | 0 / 6 | 2–6 |     |
| Vittorie %                 | –   | –   | –   | 0%  | –   | –   | 25% | 50% | –   | 0%  | –   |       | 25% | 25% |
| Ranking a fine anno        | 948 | 772 | 346 | 499 | 227 | 158 | 126 | 147 | 256 | 149 | 202 |       |     |     |

### Doppio
Aggiornato a fine US Open 2023
| Grande Slam                |     |     |     |     |     |     |     |     |     |       |     |
| Australian Open, Melbourne | 1T  | 1T  | 1T  | 1T  | 1T  | 1T  | A   | 2T  | 2T  | 0 / 8 | 2-8 |
| Roland Garros, Parigi      | A   | A   | A   | A   | A   | A   | A   | A   | A   | 0 / 0 | 0-0 |
| Wimbledon, Londra          | A   | A   | A   | A   | Q2  | ND  | A   | A   | A   | 0 / 0 | 0-0 |
| US Open, New York          | A   | A   | A   | A   | A   | A   | A   | A   | A   | 0 / 0 | 0-0 |
| Totale V–S                 | 0–1 | 0–1 | 0–1 | 0–1 | 0–1 | 0–1 | 0–0 | 1–1 | 1–1 | 0 / 8 | 2–8 |
| Vittorie %                 | 0%  | 0%  | 0%  | 0%  | 0%  | 0%  | –   | 50% | 50% | 20%   | 20% |
| Ranking a fine anno        | 325 | 540 | 122 | 110 | 641 | 897 | 550 | 340 | 186 |       |     |

### Doppio misto
Aggiornato a fine US Open 2023
| Grande Slam                |     |     |     |     |     |     |       |     |
| Australian Open, Melbourne | 1T  | 1T  | A   | A   | A   | A   | 0 / 2 | 0-2 |
| Roland Garros, Parigi      | A   | A   | A   | A   | A   | A   | 0 / 0 | 0-0 |
| Wimbledon, Londra          | A   | A   | ND  | A   | A   | A   | 0 / 0 | 0-0 |
| US Open, New York          | A   | A   | A   | A   | A   | A   | 0 / 0 | 0-0 |
| Totale V–S                 | 0–1 | 0–1 | 0–0 | 0–0 | 0–0 | 0–0 | 0 / 2 | 0–2 |
| Vittorie %                 | 0%  | 0%  | –   | –   | –   | –   | 0%    | 0%  |